# 科爾特斯宮
科爾特斯宮（西班牙語：Palacio de las Cortes）是位於西班牙首都馬德里的一座建築，也是西班牙眾議院的辦公地點，靠近普拉多大道。科爾特斯宮修建於1843年至1850年，是一座新古典主義建築。